# مارك مونتجومري (رجل أعمال)
مارك مونتجومري (بالإنجليزية: Mark Montgomery)‏ هو شخصية أعمال أمريكي، ولد في 16 يونيو 1967.